# Girlfriends Films
Pour les articles homonymes, voir Girlfriends.
Girlfriends Films est une société assurant la production et la distribution de films pornographiques américains basée à Reseda (Los Angeles) et fondée par Dan O'Connell en 2002.

## Gouvernance
Girlfriends Films appartient indirectement à l'empire Aylo, anciennement Mindgeek, qui détient entre autres Pornhub ou Brazzers, et constitue la plus importante multinationale de l'industrie pornographique mondiale. En effet, le site est géré par DigiGamma, filiale néerlandaise de Gamma Enternment Inc., elle-même filiale montréalaise de Aylo.
La régie publicitaire de Girlfriends Films, c'est-à-dire l'entreprise qui met en relation des annonceurs avec le site pornographique pour bénéficier de son audience, semble être Fame Dollar, qui appartient à Gammastats.
Les plateformes de paiement partenaires de Girlfriend Films sont les mêmes que pour tous les autres sites détenus par DigiGamma, à savoir Epoch et SegapayEU, qui permettent aux utilisateurs de souscrire aux abonnement directement par le biais de cartes de crédit.

## Histoire
Le studio est spécialisé dans les films lesbiens.
O'Connell écrit et réalise tous les films lui-même, et a déclaré que le studio tente de faire jouer uniquement des vraies lesbiennes ou bisexuelles, plutôt que des femmes qui ne jouent les homosexuelles que pour l'argent.
En juillet 2016, les studios Girlfriends Films ont produit leur 600e film lesbien, Women Seeking Women 131, qui est pour l'occasion un double DVD de plus de 4h.

## Vidéothèque sélective
- 2002 : Lesbian Hospital 1
- 2002 : Women Seeking Women 1
- 2004 : Lesbian Triangles 1
- 2005 : Lesbian Triangles 2
- 2005 : Road Queen 1
- 2005 : Women Seeking Women 13
- 2006 : Girls in White 1
- 2006 : Lesbian Psychotherapists 1
- 2006 : Road Queen 2
- 2007 : Elexis and Her Girlfriends 1
- 2007 : Girls in White 2007 1
- 2007 : Girls in White 5
- 2007 : Lesbian Bridal Stories 1
- 2007 : Lesbian Seductions 15
- 2007 : Lesbian Triangles 4
- 2007 : Road Queen 4
- 2007 : Twisted Passions 1
- 2007 : Unnatural Daughter 1
- 2007 : Women Seeking Women 37
- 2008 : Backstage Girls
- 2008 : Field of Schemes 1
- 2008 : Girls in White 6
- 2008 : Imperfect Angels 1
- 2008 : Lesbian Bridal Stories 2
- 2008 : Lesbian Psychotherapists 2
- 2008 : Lesbian Seductions 18
- 2008 : Lesbian Triangles 10
- 2008 : Mother-Daughter Exchange Club 1
- 2008 : Road Queen 4
- 2008 : Twisted Passions 3
- 2008 : Women Seeking Women 46
- 2009 : 19th Birthday 1
- 2009 : Bus Stops 1
- 2009 : Field of Schemes 3
- 2009 : Imperfect Angels 7
- 2009 : Lesbian Bridal Stories 3
- 2009 : Lesbian Hospital 2
- 2009 : Lesbian Legal 1
- 2009 : Lesbian PsychoDramas 1
- 2009 : Lesbian Retreat 1
- 2009 : Lesbian Seductions 26
- 2009 : Lesbian Triangles 15
- 2009 : Mother-Daughter Exchange Club 4
- 2009 : Road Queen 9
- 2009 : Twisted Passions 4
- 2009 : Women Seeking Women 51
- 2010 : Budapest 1
- 2010 : Field of Schemes 7
- 2010 : GirlZtown
- 2010 : Glamour Solos 1
- 2010 : Imperfect Angels 8
- 2010 : Lesbian House Hunters 2
- 2010 : Lesbian Legal 5
- 2010 : Lesbian PsychoDramas 2
- 2010 : Lesbian Seductions 29
- 2010 : Mother-Daughter Exchange Club 10
- 2010 : Net Skirts 1.0
- 2010 : Pin-up Girls 1
- 2010 : Road Queen 13
- 2010 : Taxi 1
- 2010 : Women Seeking Women 59
- 2011 : Budapest 3
- 2011 : Elexis and Her Girlfriends 2
- 2011 : Fantasy Girls: Glamour Solos
- 2011 : Fashion House 1
- 2011 : Fixed Gears Fast Girls
- 2011 : Girls in White 2011 1
- 2011 : Imperfect Angels 10
- 2011 : Lesbian Bridal Stories 5
- 2011 : Lesbian House Hunters 6
- 2011 : Lesbian PsychoDramas 6
- 2011 : Lesbian Seductions 35
- 2011 : Lesbian Sex 1
- 2011 : Lesbian Triangles 21
- 2011 : Mother-Daughter Exchange Club 18
- 2011 : Net Skirts 5.0
- 2011 : Pin-up Girls 6
- 2011 : Please Make Me Lesbian 1
- 2011 : Poor Little Shyla 2
- 2011 : Prague 1
- 2011 : Road Queen 19
- 2011 : Women Seeking Women 69
- 2012 : All Natural: Glamour Solos 2
- 2012 : Budapest 9
- 2012 : Cheer Squad Sleepovers 1
- 2012 : Creepers Family 1
- 2012 : Girls in White 2012 1
- 2012 : I Kiss Girls 1
- 2012 : Lesbian House Hunters 7
- 2012 : Lesbian Love Connections
- 2012 : Lesbian Love Stories 1
- 2012 : Lesbian PsychoDramas 8
- 2012 : Lesbian Seductions 39
- 2012 : Lesbian Sex 4
- 2012 : Lesbian Sex Education: Female Ejaculation
- 2012 : Lesbian Sex Education: Strap-on
- 2012 : Lesbian Storytime Theater 1
- 2012 : Lesbian Triangles 25
- 2012 : Me and My Girlfriend 1
- 2012 : Mother-Daughter Exchange Club 22
- 2012 : Net Skirts 9.0
- 2012 : Newswomen 1
- 2012 : Please Make Me Lesbian 6
- 2012 : Road Queen 21
- 2012 : Secret Lesbian Diaries 1
- 2012 : Two Mommies
- 2012 : Women Seeking Women 79
- 2013 : Bad Lesbian
- 2013 : Cheer Squad Sleepovers 5
- 2013 : Creepers Family 2
- 2013 : Girls Who Love Girls 1
- 2013 : Glamour Solos 2
- 2013 : Hot Lesbian Love 1
- 2013 : I Kiss Girls 3
- 2013 : Lesbian Crime Stories
- 2013 : Lesbian Encounters
- 2013 : Lesbian Fight Club
- 2013 : Lesbian Ghost Stories
- 2013 : Lesbian House Hunters 8
- 2013 : Lesbian Love Stories 2
- 2013 : Lesbian Make-Up Sex
- 2013 : Lesbian Obsessions
- 2013 : Lesbian Parties
- 2013 : Lesbian PsychoDramas 12
- 2013 : Lesbian Seductions 44
- 2013 : Lesbian Sex 10
- 2013 : Lesbian Triangles 27
- 2013 : Lesbian Tutors
- 2013 : Me and My Girlfriend 4
- 2013 : Mother-Daughter Exchange Club 27
- 2013 : Net Skirts 10.0
- 2013 : Newswomen 2
- 2013 : Please Make Me Lesbian 9
- 2013 : Road Queen 25
- 2013 : Sisters
- 2013 : That's So Lesbian
- 2013 : Twisted Passions 7
- 2013 : What Do You Want Me To Say
- 2013 : Women Seeking Women 90
- 2014 : Auditions
- 2014 : Bad Lesbian 2: Very Troubled Girls
- 2014 : Cheer Squad Sleepovers 10
- 2014 : Hot Lesbian Love 2
- 2014 : Lesbian Family Dramas
- 2014 : Lesbian First Timers
- 2014 : Lesbian House Hunters 9
- 2014 : Lesbian Love Stories 4
- 2014 : Lesbian PsychoDramas 14
- 2014 : Lesbian Revenge
- 2014 : Lesbian Seductions 46: Older/Younger
- 2014 : Lesbian Sex 11
- 2014 : Lesbian Sex Society
- 2014 : Lesbian Touch 1
- 2014 : Lesbian Training Sessions
- 2014 : Lesbian Triangles 28
- 2014 : Lesbian TV Network
- 2014 : Me and My Girlfriend 6
- 2014 : Mother-Daughter Exchange Club 33
- 2014 : Net Skirts 12.0
- 2014 : Newswomen 4
- 2014 : Please Make Me Lesbian 11
- 2014 : Road Queen 28
- 2014 : Secret Lesbian Diaries 2
- 2014 : Sisters 3
- 2014 : Twisted Passions 10: Lamoyne Hotel 4
- 2014 : Women Seeking Women 102
- 2015 : Aspen Rae Experience
- 2015 : Ass Versus Pussy
- 2015 : Bad Lesbian 4: Older/Younger
- 2015 : Best Of Tammy Sands 2
- 2015 : Bree Daniels Experience
- 2015 : Budapest 11
- 2015 : Cheer Squad Sleepovers 12
- 2015 : Creepers Family 6
- 2015 : FANtasy
- 2015 : Glamour Solos 4
- 2015 : Imperfect Angels 12
- 2015 : In the Flesh
- 2015 : Lesbian Ghost Stories 3
- 2015 : Lesbian Girl Band
- 2015 : Lesbian House Hunters 10
- 2015 : Lesbian Legal 9
- 2015 : Lesbian Love Stories 5: Girls Night Out
- 2015 : Lesbian PsychoDramas 16
- 2015 : Lesbian Seductions 50: Older/Younger
- 2015 : Lesbian Sex 16
- 2015 : Lesbian Sorority House
- 2015 : Lesbian Triangles 30
- 2015 : Me and My Girlfriend 10
- 2015 : Mother-Daughter Exchange Club 37
- 2015 : Pin-up Girls 9
- 2015 : Prinzzess and Her Girlfriends 1
- 2015 : Road Queen 32
- 2015 : Secret Lesbian Diaries 3: Writing School
- 2015 : Sexually Explicit 5
- 2015 : Twisted Passions 12
- 2015 : Wet for Women 1
- 2015 : Women Seeking Women 113
- 2016 : Bad Lesbian 5: Temptation
- 2016 : Brett Rossi Experience
- 2016 : Chanel Preston and Her Girlfriends
- 2016 : Cheer Squad Sleepovers 16
- 2016 : Georgia Jones Experience
- 2016 : Girls at Play: Unfriended 3
- 2016 : Glamour Solos 5
- 2016 : Imperfect Angels 13
- 2016 : Jelena Jensen and Her Girlfriends
- 2016 : Lesbian Crime Stories 2
- 2016 : Lesbian House Hunters 12
- 2016 : Lesbian Legal 10
- 2016 : Lesbian Love Stories 8: Partner Exchange
- 2016 : Lesbian PsychoDramas 20
- 2016 : Lesbian Seductions 53: Older/Younger
- 2016 : Lesbian Triangles 33
- 2016 : Lesbian Tutors 2
- 2016 : Mother-Daughter Exchange Club 42
- 2016 : Net Skirts 14.0
- 2016 : Riley Reid Experience
- 2016 : Road Queen 35
- 2016 : Sapphic Romance
- 2016 : Secret Lesbian Diaries 4
- 2016 : Shyla and Her Girlfriends
- 2016 : Summer Lust
- 2016 : Twisted Passions 16
- 2016 : Wet For Women 4
- 2016 : Women by Julia Ann
- 2016 : Women Seeking Women 125
- 2017 : Bad Lesbian 7: Eliminations
- 2017 : Bobbi Starr and Her Girlfriends
- 2017 : Bree Daniels and Her Girlfriends
- 2017 : Celeste Star and Her Girlfriends
- 2017 : Cheer Squad Sleepovers 21
- 2017 : Dani Daniels Experience
- 2017 : Georgia Jones and Her Girlfriends
- 2017 : Glamour Solos 7
- 2017 : Jana Cova and Her Girlfriends
- 2017 : Jayden Cole and Her Girlfriends
- 2017 : Julia Ann and Her Girlfriends
- 2017 : Lesbian House Hunters 14
- 2017 : Lesbian Legal 11
- 2017 : Lesbian Obsessions 2
- 2017 : Lesbian PsychoDramas 24
- 2017 : Lesbian Seductions 58
- 2017 : Lesbian Sex 17
- 2017 : Lesbian Tutors 3
- 2017 : Lux Kassidy and Her Girlfriends
- 2017 : Mother-Daughter Exchange Club 46
- 2017 : Net Skirts 17.0
- 2017 : Please Make Me Lesbian 13
- 2017 : Riley Reid and Her Girlfriends
- 2017 : Secret Lesbian Diaries 5
- 2017 : Tori Black and Her Girlfriends
- 2017 : Twisted Passions 20
- 2017 : Women Seeking Women 137
- 2018 : Cheer Squad Sleepovers 25
- 2018 : Elle Alexandra and Her Girlfriends
- 2018 : Lesbian Legal 13
- 2018 : Lesbian PsychoDramas 28
- 2018 : Lesbian Seductions 61
- 2018 : Lily LaBeau and Her Girlfriends
- 2018 : Mama Sutra
- 2018 : Mother-Daughter Exchange Club 50
- 2018 : Net Skirts 18.0
- 2018 : Please Make Me Lesbian 16
- 2018 : Sisters 4
- 2018 : Tanya Tate and Her Girlfriends
- 2018 : Twisted Passions 24
- 2018 : Women Seeking Women 150
- 2019 : Lesbian Love Stories 9: Tempted
- 2019 : Mother-Daughter Exchange Club 56
- 2019 : Women Seeking Women 162

## Récompenses et nominations
- Liste des récompenses et nominations reçues par Girlfriends Films (en)

## Personnalités

### Actrices produites
Ci-dessous, quelques-unes des actrices les plus connues :
- Aaliyah Love
- Abella Danger
- Abigail Mac
- Adriana Chechik
- Aiden Ashley
- Aiden Starr
- Aidra Fox
- Alexis Fawx
- Allie Haze
- Andy San Dimas
- Anikka Albrite
- Ariel X
- August Ames
- Avy Scott
- Bobbi Starr
- Bonnie Rotten
- Brandi Love
- Brea Bennett
- Bree Daniels
- Bree Olson
- Brianna Love
- Brooke Lee Adams
- Capri Anderson
- Carter Cruise
- Casey Calvert
- Celeste Star
- Chanel Preston
- Charlie Laine
- Chastity Lynn
- Cherie DeVille
- Cindy Hope
- Courtney Simpson
- Dana DeArmond
- Dani Daniels
- Dani Jensen
- Danica Dillon
- Darla Crane
- Darryl Hanah
- Deauxma
- Dillion Harper
- Elexis Monroe
- Elsa Jean
- Eufrat
- Eve Angel
- Faye Reagan
- Flower Tucci
- Francesca Le
- Georgia Jones
- Gracie Glam
- Heather Starlet
- Holly Hendrix
- India Summer
- Isis Love
- Jada Stevens
- Jana Cova
- Jana Jordan
- Janet Mason
- Jasmine Jae
- Jayden Cole
- Jayden Jaymes
- Jelena Jensen
- Jenna Sativa
- Jessica Bangkok
- Jessie Andrews
- Julia Ann
- Kagney Linn Karter
- Karlie Montana
- Katie Morgan
- Katie St. Ives
- Kelly Leigh
- Kinuski Kakku
- Kylie Ireland
- Lexi Belle
- Lily Carter
- Lily LaBeau
- Liza
- Lorelei Lee
- Lux Kassidy
- Magdalene St. Michaels
- Malena Morgan
- Melissa Monet
- Mindi Mink
- Misty Stone
- Monique Alexander
- Nadia Styles
- Nicki Hunter
- Nikki Rhodes
- Nina Hartley
- Nina Mercedez
- Nyomi Banxxx
- Peaches
- Penny Flame
- Penny Pax
- Phoenix Marie
- Porsche Lynn
- Prinzzess
- Puma Swede
- Raven Rockette
- Raylene
- RayVeness
- Rebeca Linares
- Riley Reid
- Ryan Keely
- Ryan Ryans
- Samantha Ryan
- Sammie Rhodes
- Sandra Shine
- Sara Luvv
- Sarah Shevon
- Satine Phoenix
- Shyla Jennings
- Sinn Sage
- Sophie Moone
- Stella Cox
- Syd Blakovich
- Sydni Ellis (alias Nica Noelle)
- Syren De Mer
- Tanya Tate
- Tara Lynn Foxx
- Taylor Vixen
- Tori Black
- Trinity Post
- Trinity St. Clair
- Val Dodds
- Valentina Nappi
- Vanessa Veracruz
- Veronica Avluv
- Yurizan Beltran
- Zoe Britton
- Zoe Voss
- Zoey Holloway